# Kouty (Havlíčkův Brod-i járás)
Kouty település Csehországban, a Havlíčkův Brod-i járásban. Kouty Trpišovice, Horní Paseka, Bojiště, Dolní Město és Kamenná Lhota településekkel határos. Lakosainak száma 200 fő (2024. január 1.).

## Népesség
A település lakosságának változását az alábbi diagram mutatja:
| Lakosok száma | 274  | 342  | 356  | 246  | 205  | 200  | 190  | 198  | 197  | 200  |
|               | 1869 | 1900 | 1921 | 1961 | 1980 | 2011 | 2016 | 2019 | 2021 | 2024 |